# ГМС Бытовые насосы
ОАО «ГМС Бытовые насосы» — российское производственное предприятие, расположенное недалеко от города Кольчугино в районном посёлке Бавлены. 
Основано в 1940 году как Бавленский мотороремонтный завод Совхозреммаштреста НКСХ СССР. Приказом Совхозреммаштреста от 17 октября 1944 года № 196 Бавленский мотороремонтный завод был переименован в Бавленский механический завод Министерства совхозов СССР. Во времена СССР более 50 процентов выпускаемой заводом продукции предназначалось для военной промышленности. С 1993 года имеет статус открытого акционерного общества и именуется ОАО «Электродвигатель». 1 октября 2010 года в соответствии с решением внеочередного собрания акционеров Открытого акционерного общества «Бавленский завод „Электродвигатель“» изменено фирменное наименование ОАО «Электродвигатель» на ОАО «ГМС Бытовые насосы».

## История
История завода уходит корнями в начало XX века, когда в п. Бавлены была основана ремонтно-производственная мастерская.
- К концу 1931 года Бавленская машинно-тракторная мастерская выполняет ремонт примерно 120 тракторов СХТЗ в год.
- С 1937 года Бавленская мастерская организует ремонт тракторов марок ЧТЗ, СТЗ, автомашин ГАЗ и моторов. Осваивается выпуск ручных переносных точильных станков системы Еремычева для заточки ножей к косилкам.
- С 1940 года организован выпуск тракторных волокуш и массовое производство ручных переносных точильных станков. Завод переориентируется с ремонта на выпуск изделий.
- С 1942 года завод осваивает производство газогенераторных установок ЗИС и ГАЗ, зубчатых колес для комбайнов, шатунных прокладок к двигателям.
- С конца 1944 года производится серийный выпуск новых видов продукции, каких как молочные фляги, тиски слесарные, карбюраторы к комбайнам.
- В 1944-1947 завод трижды награждён Красным знаменем Наркома совхозов СССР.
- К 1948 году завод состоял из шести цехов: литейного, механического, трубочно-радиаторного, моторо-карбюраторного, газогенераторного.
- С 1947 года завод приступил серийному выпуску электрических машин и генераторов, в частности за год было изготовлено 200 генераторов МСА-72/4.
- С 1948 года налажен выпуск синхронных генераторов трехфазного тока марки БМЗ и электродвигателей.
- В 1951—1955 годах помимо выпуска генераторов организуется выпуск батарейных клеток для цыплят, прессов для шерсти, смесителей сухих кормов, автопоилок для свиней, автопередвижных мастерских.
- С 1960 года завод организует выпуск изделий передвижной энергетики.
- С 1959 по 1975 год освоен серийный выпуск новых крановых электродвигателей, трехфазных с фазным ротором, предназначенных для комплектации подъемно-транспортных механизмов и товаров народного потребления. Массово выпускается бытовой вибрационный насос «Малыш».
- В 70-х годах налажены серийные поставки изделий в Польшу, Венгрию, Чехословакию, МНР, КНДР, Вьетнам, Иран, Алжир, Кубу, Камбоджу, Сирию, ОАР.
- В 90-х годах произведена модернизация технологических процессов при производстве асинхронных погружных электродвигателей, освоены новые виды изделий — электронасосных агрегатов типа ЭЦВ8, ЭЦВ10 и ЭЦВ12, массово производятся дизельные электростанции.
- 1 октября 2010 года в соответствии с решением внеочередного собрания акционеров Открытого акционерного общества «Бавленский завод „Электродвигатель“» изменено фирменное наименование ОАО «Электродвигатель» на ОАО «ГМС Бытовые насосы»[1][2].
- В конце 2010 года на базе существующих площадей «Электродвигателя» по электротехнической продукции было организовано предприятие «Бавленский Электромеханический Завод» (ЗАО БЭЗ), специализирующееся на производстве крановых электродвигателей, генераторов и дизельных агрегатов. Таким образом, предприятие ОАО «Электродвигатель» было разделено на два независимых.[3]

## Деятельность
Предприятие выпускает генераторы, электродвигатели и насосные электроагрегаты, передвижные электростанции.
На заводе есть конструкторское бюро, металлургическое, механосборочное, заготовительно-сварочное и гальваническое производства, испытательная база. Завод обеспечивает себя чугунным, цветным и пластмассовым литьем и имеет комплекс оборудования и технологических процессов, требуемых для изготовления электрических машин.
Продукция экспортируется в страны СНГ и ближнего зарубежья, а также в Иран, Ирак, Индию, Анголу, Сирию, Турцию, государства бывшей Югославии, Польшу, Италию, Францию, Германию, Финляндию.
Имеет филиалы в г. Ливны Орловской области и г. Москва